# Diana de Cadaval
Diana Mariana Álvares Pereira de Melo Cadaval (Genebra, 25 de julho de 1978), mais conhecida por Diana de Cadaval, é uma aristocrata e escritora portuguesa. Diana é também conhecida pelo título honorífico de "Duquesa de Cadaval", atribuído pelo extinto Conselho de Nobreza em 2001.
Diana é a filha mais velha do segundo casamento de Jaime Álvares Pereira de Melo (1913-2001), 10.º duque de Cadaval, com Claudine Marguerite Marianne Tritz, nascida em 1943.
Estudou Comunicação Internacional na Universidade Americana de Paris. Actualmente dirige algumas das propriedades da família Cadaval: o Palácio Ducal, em Évora, e a Herdade da Mata do Duque, em Benavente.

## Carreira
Diana de Cadaval iniciou a sua carreira como escritora em 2010, publicando seu primeiro romance histórico "Eu, Maria Pia", sobre a rainha Maria Pia de Saboia, pela editora Esfera dos Livros.
Em Junho de 2011 publicou o romance histórico "Maria Francisca de Saboia" pela mesma editora, sobre a vida da rainha homónima. A apresentação teve lugar no Museu Nacional de Arte Antiga, e esteve a cargo do professor André Gonçalves Pereira.
Em Fevereiro de 2013, inspirada pelo nascimento da filha Isabelle, escreveu "Mafalda de Saboia", romance histórico sobre a vida da rainha do mesmo nome.
Em Julho de 2015 publicou o quarto livro, "Palácios e Casas Senhoriais de Portugal", tal como os anteriores da editora Esfera dos Livros, dando a conhecer 61 palácios e casas senhoriais que se destacam pela sua história e arquitetura imponente. O livro foi apresentado por Manuel Luís Goucha, na Sala D. Luís do Palácio Nacional da Ajuda.

## Vida pessoal
Em 2001 o Conselho de Nobreza, instituição privada então regida por Duarte Pio de Bragança, concedeu-lhe o título honorífico de duquesa de Cadaval, num processo controverso que terá contribuído para o fim dessa organização. A controvérsia prendeu-se com o facto de Diana ser filha terceira do suposto representante do título de duque de Cadaval. Em 2010, em entrevista ao jornal Expresso, Diana afirmou estar de relações cortadas com as meias-irmãs mais velhas após a controvérsia do processo de concessão.
A 21 de Junho de 2008, Diana Álvares Pereira de Melo casou com Carlos Filipe de Orleães, pretendente a duque de Anjou (nascido em 1973). A cerimónia teve lugar na Sé Catedral de Évora, e foi celebrado por Maurílio Jorge Quintal de Gouveia, Arcebispo Emérito de Évora. Tanto Diana como Carlos Filipe são capetianos, descendendo, por linha masculina ininterrupta, do rei Roberto II de França (972 - 1031); Diana pelo filho mais novo do rei, Roberto I, Duque da Borgonha, através do ramo real português (embora ilegítimo) da Casa de Bragança, e Carlos Filipe através do filho mais velho de Roberto II, o rei Henrique I de França, via o ramo da Casa de Bourbon-Orleães. Diana e Carlos Filipe são também primos em quinto grau, pois descendem do rei Francisco I das Duas Sicílias. A única filha do casal, Isabelle de Orléans, nasceu no dia 22 de fevereiro de 2012, em Lisboa. O nome foi-lhe concedido em homenagem à sua bisavó, a princesa Isabel de Orléans e Bragança, condessa de Paris. O padrinho da criança foi o então Príncipe Filipe de Espanha.
Em 2022, foi anunciado o divórcio de Diana de Cadaval e Charles-Philippe d'Orléans.

## Obras publicadas
- Eu, Maria Pia (2010);
- Maria Francisca de Saboia (2011);
- Mafalda de Saboia (2013);
- Palácios e Casas Senhoriais de Portugal (2015);
- Amor e Poder – De Cleópatra a Grace Kelly – 10 grandes histórias de amor (2019);
- Sissi - Isabel, a Imperatriz Rebelde (2023).